# Идигов, Руслан Хазирович
Русла́н Хази́рович Иди́гов (род. 29 марта 1966, Грозный) — советский, российский и азербайджанский футболист. Играл на позиции защитника и полузащитника. Провёл 6 матчей за сборную Азербайджана.

## Карьера

### Клубная
Воспитанник клуба «Терек». C 1984 года играл в основной команде «Терека».
В 1989 году перешёл в «Спартак» (Орджоникидзе), но вернулся в «Терек» и выступал там вплоть до распада СССР. С 1992 по 1994 год играл за «Эрзу».
В 1995 году перешёл в «КАМАЗ-Чаллы», в составе которого дебютировал в Высшей лиге чемпионата России. Затем выступал за нальчикский «Спартак» и «Ангушт».
В 2001 году, после восстановления «Терека», вернулся в клуб в числе бывших игроков команды. В середине 2001 перешёл в «Атырау». В конце этого же сезона вернулся в «Терек», где выступал до конца 2003 года.

### Тренерская
После завершения карьеры игрока, окончил Высшую школу тренеров. Работал в «Тереке», выполняя функции технического директора, тренера дубля команды и помощника главного тренера.
С февраля 2010 года — главный тренер клуба «Ангушт», выступавшего в зоне «Юг» Второго дивизиона первенства России. Однако уже после 12 туров был уволен с этого поста. В сентябре 2015 года Идигов возглавил молодёжный состав «Терека», сменив на этом посту Ваита Талгаева.
2 сентября 2018 года после отставки Игоря Ледяхова был назначен исполняющим обязанности главного тренера «Ахмата».

## Достижения
- Обладатель Кубка России: 2004